# Gerencia de Informática de la Seguridad Social
La Gerencia de Informática de la Seguridad Social (GISS) de España es un servicio común de la Seguridad Social responsable de prestar los servicios necesarios en materia de tecnologías de la información y las comunicaciones en el Sistema de la Seguridad Social. Con personalidad jurídica propia y capacidad de obrar, la Gerencia está tutelada por el Ministerio de Inclusión, Seguridad Social y Migraciones a través de la Secretaría de Estado de la Seguridad Social.
A pesar de ello, funcionalmente depende de la Dirección General de Ordenación de la Seguridad Social, de cada Entidad Gestora de la Seguridad Social, de la Intervención General de la Seguridad Social, del Servicio Jurídico de la Administración de la Seguridad Social y de la Tesorería General de la Seguridad Social, respecto de los programas y proyectos que afecten a su competencia respectiva.

## Historia
1978.  La primera gran reforma es el Real Decreto Ley 36/1978, de 16 de noviembre que, en relación con de lo acordado en los Pactos de la Moncloa, crea un sistema de participación institucional de los agentes sociales favoreciendo la transparencia y racionalización de la Seguridad Social, así como el establecimiento de un nuevo sistema de gestión realizado por los siguientes Organismos:
- La Tesorería General de la Seguridad Social, como caja única
- El Instituto Nacional de la Seguridad Social, para la gestión de las prestaciones económicas.
- El Instituto Nacional de Salud, para las prestaciones sanitarias.
- Instituto Nacional de Servicios Sociales, para la gestión de los servicios sociales.
- El Instituto Social de la Marina, para la gestión correspondiente a los trabajadores del mar.

1980. En esta década se crea la Gerencia de Informática de la Seguridad Social, para coordinar y controlar la actuación de los servicios de informática.

## Competencias
Específicamente, la GISS tiene como funciones:
- La elaboración conjunta con las entidades gestoras y servicios comunes de la Seguridad Social, la Intervención General de la Seguridad Social y la Dirección General de Ordenación de la Seguridad Social del plan de transformación digital de la Seguridad Social, para su posterior aprobación por el Consejo General de Administración Digital de la Seguridad Social, así como el impulso de la administración digital en el ámbito de la Seguridad Social.
- La propuesta, creación y desarrollo de los sistemas de información de la Seguridad Social.
- La evaluación, auditoría e inventario de los sistemas de información vigentes y la propuesta de modificaciones de estos, a fin de garantizar su perfecta coordinación en el esquema general de actuación, sin perjuicio de las competencias atribuidas a la Intervención General de la Seguridad Social en materia de control interno.
- La aprobación de las normas de carácter técnico y metodológico que garanticen la homogeneidad, compatibilidad, interrelación y transmisibilidad de todos los sistemas de información, presentes y futuros, sin perjuicio de las competencias de la Subsecretaría del Ministerio de Inclusión, Seguridad Social y Migraciones al respecto.
- La creación, custodia y administración de las bases de datos corporativas del sistema, así como los sistemas de seguridad y de confidencialidad.
- La gestión y administración de los sistemas de información y de las redes de comunicaciones de la Seguridad Social.
- El mantenimiento del inventario de recursos de la totalidad de los sistemas de información.
- La gestión y tramitación de la contratación administrativa y privada del servicio común y la propuesta elaboración y suscripción de convenios de colaboración, con cargo a los presupuestos de la entidad, destinados al cumplimiento de sus fines, sin perjuicio de las competencias de las entidades gestoras y los servicios comunes de la Seguridad Social como titulares de los ficheros y bases de datos de la Seguridad Social.
- La definición, creación, administración y gestión de la seguridad de los sistemas de información de la Seguridad Social, así como la definición, realización y seguimiento de auditorías informáticas, sin perjuicio de las competencias atribuidas a la Intervención General de la Seguridad Social en materia de control interno.
- Aquellas otras que le estén encomendadas o se le encomienden en el futuro.

## Estructura Organizativa
Pendiente de publicación Real Decreto que regula la estructura y competencias de la GISS, fijando las funciones de sus órganos directivos centrales y provinciales.

### Estructura de la Gerencia de Informática de la Seguridad Social
- Dirección de la Gerencia: El Gerente de Informática
- Servicios Centrales
- Centros de desarrollo
- Unidades Provinciales de Informática